# وادي فرغانة

وداي فرغانة يخترقه نهر سيحون

وادي فرغانة (بالأوزبكية:Farg‘ona vodiysi) (بالقيرغيزية:Фергана өрөөнү) (بالطاجيكية:водии Фaрғонa) هو وادي يقع في آسيا الوسطى وتتقاسمه كل من أوزبكستان وقيرغيزستان وطاجيكستان ويرتفع الوداي لحوالي 460 متراً عن مستوى سطح البحر. الوادي محاط بالجبال من ثلاث جهات، حيث تحده من الشمال الغربي جبال كُرماين، وجبال شاتقال من جهة الشمال، وجبال فرغانة من الشرق، وجبال آلاي وتركستان من الجنوب، وفي أطراف هذه الوادي ضريح الفاتح قتيبة بن مسلم الباهلي.
قسمه الزعيم السوفياتي الأسبق جوزيف ستالين عام 1925م بين أوزبكستان وطاجيكستان وقيرغيزيا. يمتد الوادي على مسافة 300 كم طولاً و 150 كم عرضاً، وهو مفتوح من الجهة الجنوب غربية بما يعرف ببوابة چودشاند والتي يبلغ عرضها 9 كيلومترات. يعتبر الوادي من أخصب المناطق في تركستان، ويستمد خصوبته من نهري «نارين» و «قارا داريا»، والذان يلتقيان قرب مدينة نمنغان ليشكِلا نهر سيحون. يعتبر الوادي مصدراً غنياً للمحصولات الزراعية المتنوعة، وأرضاً مثالية للرعي.
وعرف عن الوادي في العهد السوفياتي كقلب زراعي للدولة، وواحة شديدة الخصوبة، ليس فيها مساحة خالية من حقول القطن وأشجار الفاكهة المثمرة، لا سيما المشمش والتفاح والرمان التي يشتهر بها الوادي في أنحاء آسيا الوسطى.

## أعلام
- قتيبة بن مسلم الباهلي
- السكاكي
- أحمد بن كثير الفرغاني